# Đušnica
Đušnica (cyr. Ђушница) – wieś w Serbii, w okręgu toplickim, w mieście Prokuplje. W 2011 roku liczyła 37 mieszkańców.